# Communauté de communes de la Petite Creuse
Die Communauté de communes de la Petite Creuse ist ein ehemaliger Gemeindeverband (Communauté de communes) im französischen Département Creuse in der Region Limousin. Er ist nach dem Fluss Petite Creuse benannt und wurde am 1. Januar 2003 nach einem Erlass vom 26. Dezember 2002 gegründet.

## Mitgliedsgemeinden
| - Bétête - Châtelus-Malvaleix - Clugnat | - Genouillac - Jalesches - Ladapeyre | - Roches - Saint-Dizier-les-Domaines - Tercillat |